# Джон Патрік Фолі
Джон Патрік Фолі (англ. John Patrick Foley; 11 листопада 1935, Дербі — 11 грудня 2011, Філадельфія) — кардинал Римо-Католицької церкви, католицький журналіст, архієпископ, багаторічний голова Папської ради із соціальної комунікації (до 2007 р.), великий магістр Лицарського ордену Святого Гробу Єрусалимського (2007—2011).

## Біографія
Джон Патрік Фолі народився 11 листопада 1935 р. у містечку Дербі. Він навчався у Підготовчій школі св. Йосипа, коледжі св. Йосипа, де отримав ступінь бакалавра з історії, семінарії св. Карла Борромео та Школі журналістики Колумбійського університету, де отримав магістерський ступінь з журналістики. Отримав докторат з філософії у папському університеті св. Томи Аквінського «Анґелікум» у 1965. Був посвячений у священики 19 травня 1962 р. Джоном Джозефом Кролем, архієпископом Філадельфійським та відслужив свою першу месу наступного дня у церкві Святого Духа (Шерон-Хілл, Пенсільванія). Також о. Фолі працював заступником редактора та римським кореспондентом архідієцезіальної газети «The Catholic Standard & Times» [Архівовано 23 жовтня 2007 у Wayback Machine.]. З 1974 до 1984 р. був її редактором. 18 січня 1976 р. був призначений почесним прелатом Його Святості.

5 квітня 1984 р. папа Іван-Павло II призначив його титулярним архієпископом Неаполіса ін Проконсуларі (лат. Neapolis in Proconsulari; італ. Neapoli di Proconsolare) та президентом Папської комісії з соціальної комунікації (яка стала після видання апостольської конституції Pastor Bonus у 1988 р. папською радою). Єпископську хіротонію отримав 8 травня того ж року з рук кардинала Кроля у співслужінні з єпископом-помічником Мартином Лохмюллером та Томасом Велшем, єпископом Алентаунським. Свого часу розголос у ЗМІ викликали заяви архієпископа про те, що пандемія СНІДу є «природним наслідком такого (гомосексуального) способу життя» і що «Ісус не встановлював жіночого священства і не уповноважив на це церкву». Після смерті Івана Павла ІІ і обрання нового — Бенедикта XVI був знову затверджений на своїй посаді, ставши одним з найдовше працюючих голів дикастеріїв Римської курії.

27 червня 2007 р. був призначений великим про-магістром Лицарського ордену Святого Гробу замість кардинала Карло Фурно і одночасно звільнений з попередньої посади.

## Кардинал
17 жовтня 2007 р. папа Бенедикт XVI оголосив, що архієпископ Фолі буде призначений кардиналом 24 листопада. Що і сталось на загальній консисторії у Базиліці св. Петра, де він отримав дияконство Сан-Себастьяно аль Палатино.Таким чином він посів посаду повноцінного великого магістра ордену.
8 лютого 2011 року, за повідомленням латинського патріархату Єрусалима, Джон Патрік Фолі подав у відставку з посади Великого магістра Ордену святого Гробу у зв'язку з тим, що він захворів на лейкемію і анемію. 10 лютого він зустрівся з Папою Бенедиктом XVI, а 12 лютого повернувся до Філадельфійської архідієцезії, де проживає в будинку для хворих і похилих віком священиків в Дербі. 29 серпня 2011 року Бенедикт XVI прийняв відставку кардинала Фолі з посади Великого магістра Ордену святого Гробу і призначив його наступником на цій посаді Едвіна О'Браєна, дотеперішнього архієпископа Балтиморського.
Кардинал Фолі помер 11 грудня 2011 року.

## Особисте життя
- Фолі піднімався б, щоб дивитись CNN о шостій ранку, «щоб знати, про що молитись»[7].
- Він допомагав у практикуванні англійської мови папі Івану Павлу ІІ, під час його візиту до США у 1979 р.[8].
- Він був поборником ідей тверезості[9] і вважав себе шокоголіком[10].